# إيتا الحوت
إيتا الحوت أو Eta Piscium ( η Piscium )، اختصارا η Psc ) هو نجم ثنائي وألمع نقطة ضوء في كوكبة الحوت مع [[قدر ظاهري]]  (شدة لمعان)  قدره +3.6. استنادًا إلى تغيير المنظر السنوي المقاس parallax بمقدار 9.33 ماس كما يُرى من الأرض ، يقع هذا النجم الثنائي على بعد 350 سنوات ضوئية من الشمس - في مجموعة الأقراص النجمية الرقيقة لمجرة درب التبانة .

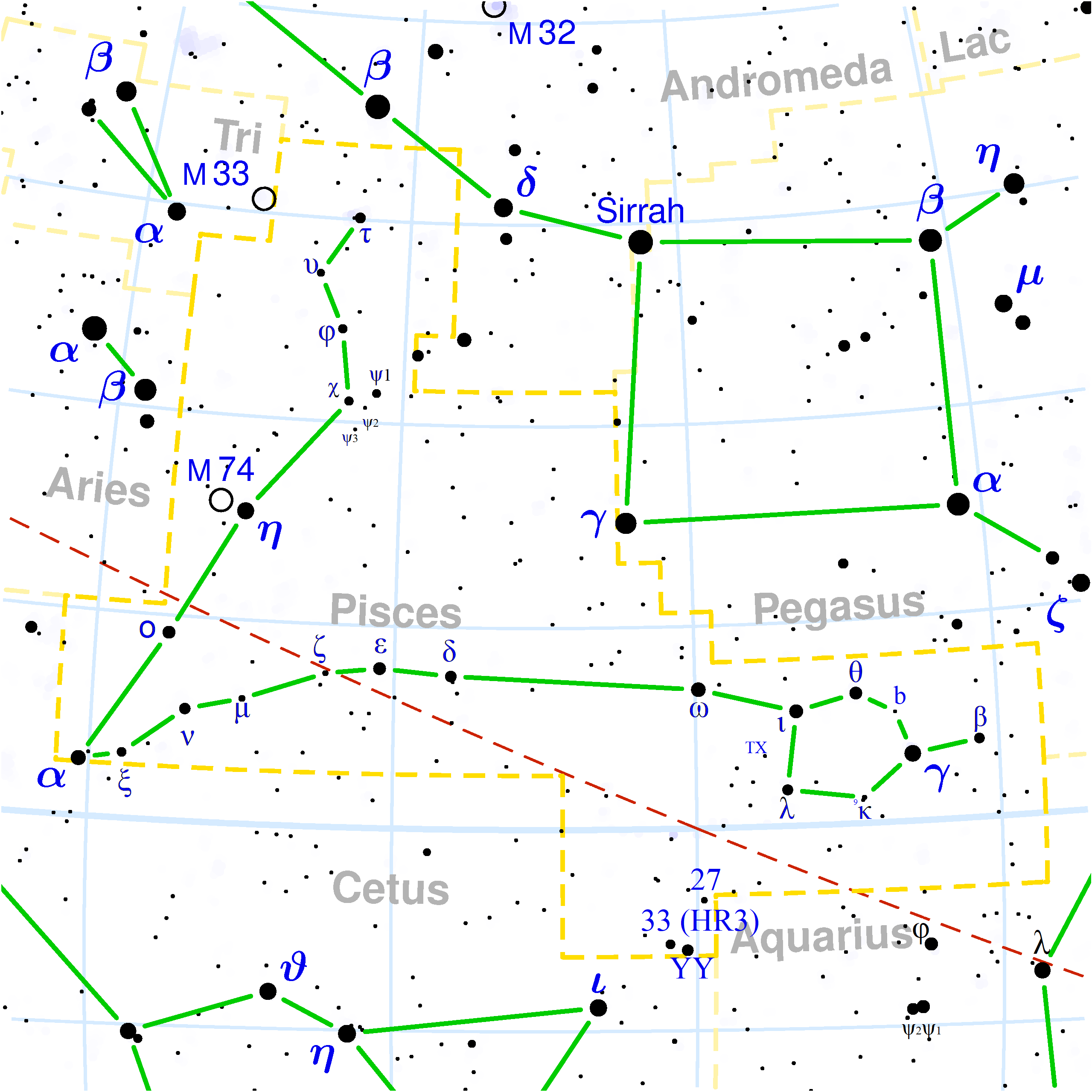
توضيح موقع إيتا الحوت
(تجدها في الجزء الأيسر العلوي بجانب (M74) (وعلامته η).
توضيح كوكبة الحوت وتقع عليه مجرة مسييه 74 (M74).
كما تجد نجم بيتا الحوت في الجزء الأسفل إلى اليمين (عليه العلامة β).

تم تعيين النجمين إيتا الحوت أ Eta Piscium A (المسمى رسميًا الفرج Alpherg /ˈælfɜːrɡ/ ، الاسم التقليدي للنظام)  و نجم إيتا الحوت B.

## التسميةEta
نجم إيتا الحوت (بالاتينية η Piscium ( لاتينية إلى Eta Piscium ) هي تسمية باير للنظام. اشتقت تسميات النجمين باسم إيتا الحوت أ Eta Piscium A و إيتا الحوت ب Eta B من الاتفاقية المستخدمة في كتالوج واشنطن المتعدد (WMC) لأنظمة النجوم المتعددة ، والتي اعتمدها الاتحاد الفلكي الدولي (IAU).
حمل النظام الأسماء التقليدية Al Pherg (مأخودة عن العربية " التفريغ ") . في الوقت الذي تدخل فيه الشمس في الاعتدال في شهر مارس إلى برج الحوت بعد أن استلقيت في برج الحمل ، كان النظام في أول كوكبة مسيرة الشمس للبابليين الجدد ، Kullat Nūnu - '' كونه بابليًا حيث "نونو" بالبابلية للأسماك و 'Kullat' يشير إلى "دلو " أو الحبل الذي يربط الأسماك.
في عام 2016 نظمت IAU مجموعة عمل حول أسماء النجوم (WGSN)  لفهرسة وتوحيد الأسماء المناسبة للنجوم. وقررت الهيهة WGSN أن ينسب أسماء العلم إلى النجوم الفردية بدلاً من الأنظمة المتعددة بأكملها. واتفق على اسم Alpherg (الفرج) للمكون Eta Piscium A في 1 يونيو 2018 (لقائمتها الرسمية).
بالصينية ،右更( Yòu Gèng ) ، يعني المسؤول عن المراعي ، يشير إلى asterism تتكون من Eta Piscium ، و Rho Piscium ، و Pi Piscium ، و Omicron Piscium ، و 104 Piscium . وبالتالي ، فإن الاسم الصيني لـ Eta Piscium نفسه هو右更二( Yòu Gèng èr ، (بالإنجليزية: the Second Star of Official in Charge of the Pasturing)‏ . ) 

## الخصائص
طبقا للمسافة الحالية بيننا وبينه يتضاءل اللمعان المرئي للنظام بمعدل 0.09±0.06 بسبب الغبار الموجود بين النجوم .
تم اكتشاف الطبيعة الثنائية لهذا النظام في عام 1878 من قبل عالم الفلك الهاوي SW Burnham . تبلغ مدتها المدارية حوالي 850 عامًا ، ومحور شبه رئيسي يبلغ 1.2 ثانية قوسية ، وانزياح مركزي eccentricity 0. 47.
النجم الأساسي ، وهو النجم إيتا الحوت أ A ، هو نجم متطور ، بقدر ظاهري 3.83 ، نجم عملاق من النوع G مع تصنيف نجمي G7 IIIa. له مجال مغناطيسي ضعيف بقوة 0.4±0.2 (لاحظ أن الأرقام معكوسة نسبة الخطا إلى اليمين هي2 0.0) ، وهو متغير جاما ذات الكرسي . النجم الرفيق إيتا الحوت ب يبلغ قدره الظاهري 7.51 .

## اقرأ أيضا
- مجرة الحوت أ
- مجرة الحوت ب

## روابط خارجية
- Kaler، James B.، "KULLAT NUNU (Eta Piscium)"، Stars، University of Illinois، مؤرشف من الأصل في 2022-12-05، اطلع عليه بتاريخ 2017-07-30.